# Гото, Тору
Тору Гото (яп. 後藤 暢 Гото: То:ру, 26 июня 1934) — японский пловец, призёр Олимпийских игр.
Тору Гото родился в 1934 году в префектуре Фукуока; окончил университет Нихон.
В 1952 году на Олимпийских играх в Хельсинки Тору Гото завоевал серебряную медаль в эстафете 4×200 м вольным стилем.